# Un romance siciliano
Un romance siciliano es una novela gótica de Ann Radclife publicada en 1790, inicialmente de manera anónima. Fue su segundo trabajo publicado. 

## Resumen
La intriga está relacionada con la nobleza venida a menos de la casa de los Mazzin, de la costa norte de Sicilia, tal y como lo cuenta un turista que descubre su turbulenta historia a través de un monje al que conoce en las ruinas de lo que una vez fue su magnífico castillo.
Las hijas del marqués Mazzini, Emilia y Julia, son dos jóvenes bellas y talentosas. Julia se enamora rápidamente del joven y apuesto conde Hippolito de Vereza; pero, para su consternación, su padre decide que debe casarse, en su lugar, con el duque de Luovo. Tras pensarlo mucho, Julia intenta fugarse con Hippolito la noche antes de su boda. Sin embargo, su huida ya era esperada, y el marqués tiende una emboscada y aparentemente mata a Hippolito, cuyo cuerpo se llevan sus sirvientes. Insiste a Julia en que acepte el compromiso con de Luovo; pero, tras muchas dificultades, ella escapa de nuevo, sola.
Mazzini y de Luovo pasan gran parte de la novela intentando atrapar a Julia, que tiene que huir de varios escondites eludiendo la captura muy de cerca, y al final acaba, atravesando un túnel secreto, en los aposentos abandonados y aparentemente embrujados del castillo Mazzini. Allí descubre que su madre, a la que creía muerta, en realidad había sido encerrada durante años por el marqués, que había llegado a despreciarla. La nueva esposa del marqués, Maria de Vellorno, es descubierta y acusada de infidelidad por su marido; así que ella lo envenena y luego se apuñala. Antes de morir, el marqués confiesa a Ferdinando, su hijo, que su madre está encerrada, y le entrega las llaves. No obstante, su madre y Julia ya han sido liberadas por Hippolito, que se ha recuperado de sus heridas. Ferdinando los encuentra en una faro en la costa, esperando el momento de partir para Italia, y se reúnen felizmente.

## Temas principales
La introducción de la edición de Oxford World's Classics reseña que, en esta novela, «Ann Radcliffe empieza a forjar una mezcla única de psicología del terror y descripción poética que la convertirá en el gran modelo de la novela gótica e ídolo de los románticos». La novela explora «los cavernosos parajes y laberínticos pasajes de los castillos y conventos de Sicilia para revelar los vergonzosos secretos de su todopoderosa aristocracia».

## Personajes
- Ferdinando Mazzini – Marqués
- Luisa Bernini – Primera esposa del marqués, madre de sus tres hijos
- Maria de Vellorno – Segunda esposa del marqués
- Emilia – Hija mayor del marqués
- Julia – Hija menor del marqués
- Ferdinand – Hijo del marqués
- Madame de Menon – Institutriz de las chicas Mazzini, amiga de la infancia de su madre
- Conde Hippolito de Vereza – hombre con el Julia desea casarse
- Duque de Luovo – padre del hombre con quien el padre de Julia quiere casarla
- Riccardo – hijo de Luovo hijo, líder de los banditti
- Roberto – criado
- Vincenzo – criado
- Piero – criado
- Caterina – criada de Julia, cuyos padres la ayudan a esconderse
- Cornelia – monja del convento de San Agustín, hermana de Hippolito